# Johann Jakob Kaup
Johann Jakob Kaup   (Darmstadt, 20 d'abril de 1803 - Darmstadt, 4 de juliol de 1873) fou un naturalista alemany.

## Carrera
Va néixer a Darmstadt i va estudiar a Gotinga, a Heidelberg i durant dos anys a Leiden, ciutat on va començar a dedicar la seva atenció als amfibis i els peixos. Després va tornar a la seva ciutat natal per treballar com a assistent en un museu, on, el 1840, en seria l'inspector. El 1829 va publicar Skizze zur Entwickelungsgeschichte der europäischen Thierwelt, en el qual va descriure el món animal com una entitat desenvolupada en escala de menor a major, des dels amfibis, passant pels ocells fins als ocells rapinyaires; però posteriorment repudià la seva pròpia obra, considerant-la una indiscreció pròpia de la seva joventut. També es va mostrar en desacord amb les idees expressades per Charles Darwin a la seva obra cimera, L'origen de les espècies.
Els grans dipòsits de fòssils que es trobaven als voltants de Darmstadt li van donar l'oportunitat per fer estudis paleontològics i va obtenir una considerable reputació a través de la publicació del seu Beiträge zur näheren Kenntniss der urweltlichen Säugethiere (1855-1862). També va escriure Classification der Säugethiere und Vögel (1844) i, juntament amb Heinrich Georg Bronn, Die Gavial-artigen Reste aus dem Lias (1842-1844).
Va morir a la seva ciutat natal, Darmstadt.

## Importància en la paleontologia
Un incident particularment important en la història de la paleontologia involucra Kaup. El 1854 va comprar el mastodont americà trobat el 1799 al Comtat d'Orange, Nova York. Aquest és el mastodont que seria immortalitzat a la pintura de Charles Willson Peale que representa l'excavació de 1801 (la pintura va ser realitzada entre 1806 i 1808). Aquest animal va estar en exposició durant diversos anys al Museu de Peale i actualment es pot apreciar a Darmstadt. El mastodont és el primer exemple complet que s'ha trobat als Estats Units i és el segon animal fossilitzat que s'ha exhibit a tota la història.

## Algunes publicacions
- Skizze zur Entwickelungsgeschichte der europäischen Thierwelt. 1829
- Neuen Jahrbuch für Mineralogie, Geognosie und Petrefaktenkunde. 1832 Mitarbeit
- Die Gavial-artigen Reste aus dem Lias. 1842-1844, amb Heinrich Georg Bronn
- Classification der Säugethiere und Vögel. 1844
- Beiträge zur näheren Kenntniss der urweltlichen Säugethiere. 1855-1862

## Abreviatura (zoologia)
L'abreviatura Kaup s'empra per indicar Johann Jakob Kaup com a autoritat en la descripció i taxonomia en zoologia.